# Ołeksandr Kuliszewycz
Ołeksandr Wasylowycz Kuliszewycz (ukr. Олександр Васильович Кулішевич, ros. Александр Васильевич Кулешевич, Aleksandr Wasiljewicz Kuleszewicz; ur. 19 sierpnia 1962 w Nowowołyńsku, w obwodzie wołyńskim) – ukraiński piłkarz, grający na pozycji obrońcy, a wcześniej pomocnika, agent piłkarski.

## Kariera piłkarska

### Kariera klubowa
Wychowanek DJuSSz w Łucku. Karierę piłkarską rozpoczął w klubie Torpedo Łuck. W 1982 przeszedł do Czornomorca Odessa, skąd w następnym roku przeniósł się do Lwowa, gdzie bronił barw klubu SKA Karpaty Lwów. W 1988 powrócił do łuckiego Torpeda. W 1989 został piłkarzem odrodzonych lwowskich Karpat. Kończył karierę piłkarską w klubach Karpaty Kamionka Bużańska i Krystał Chersoń.

### Kariera reprezentacyjna
Występował w juniorskiej reprezentacji ZSRR.

### Kariera trenerska
Po zakończeniu kariery piłkarskiej został skautem w Karpatach Lwów szukając piłkarzy dla Myrona Markewycza. Potem pracował razem z nim w klubach Metałurh Zaporoże i Anży Machaczkała. W październiku 2006 otrzymał licencję agenta FIFA.

## Sukcesy i odznaczenia

### Sukcesy klubowe
- brązowy medalista Pierwoj Ligi ZSRR: 1984, 1985